# PS2 Independence Exploit
PS2 Independence Exploit je exploit, který umožňuje spouštět homebrew aplikace na herní konzoli PlayStation 2 bez modchipu.

## Princip exploitu
Když se nahrává hra pro PlayStation 1, konzole hledá na disku soubor pojmenovaný TITLE.DB, který is umístěný na paměťové kartě v adresáři BxDATA-SYSTEM, kde „x“ je písmeno odpovídající regionu konzole, tedy „E“ pro Evropu, „A“ pro Ameriku, „I“ pro Japonsko, tento adresář se používá pro ukládání nastavení systému. Tento soubor je databáze speciálních nastavení pro různé hry na PS1.
Exploit pracuje tak, že záznam v databázi poškodí, čímž při načítání způsobí přetečení na zásobníku a umožní spouštět nezakódovaný program z paměťové karty. Za normálních okolností se z paměťové karty spouští jen programy, které zakódovala firma Sony, například přehrávač DVD.
Objevení tohoto slabého místa v softwaru PS2 umožňuje spouštět programy vytvořené pro PS2 komunitou vývojářů homebrew bez nutnosti mít v konzoli nainstalovaný modchip nebo bez vyměňování disku, například softwarem CogSwap nebo Swap Magic.

### Instalace
Ke spuštění exploitu je nutné mít na paměťové kartě nainstalovaný software, což není možné za normálních okolností na PS2 udělat. Instalaci je možné provést na konzoli, která má modchip nebo která už má nainstalovaný exploit, čtečkou paměťových karet, výměnou disků nebo komerčním programem, který umožňuje ukládat soubory na paměťovou kartu, například Code Breaker (od verze 8) nebo Action Replay MAX. Složitější metody zahrnují kombinaci pevného disku (HD Loader/HD Advance), obraz ISO pro PS2 (například WinHiip) a obraz programu pro instalaci (například Ubergeek's Exploit Installer).

## Výhody
S nainstalovaným exploitem může uživatel spouštět programy z paměťové karty, optických disků, počítačové sítě nebo USB flash disků. Programy mají formát ELF.
Oblíbené programy jsou multimediální přehrávače, emulátory a správce souborů na pevném disku nebo paměťové kartě, které mohou spouštět další programy a „zálohované“ hry.